# Haartragendes Sternlebermoos
Das Haartragende Sternlebermoos (Riccia ciliifera) ist eine Lebermoos-Art aus der Familie Ricciaceae.

## Merkmale
Die Art ist eine der wenigen ausdauernden der Gattung. Die Thalli sind blaugrau, fleischig, samtartig, herzförmig und bilden nur selten zusammenhängende Rosetten. Unter günstigen Bedingungen können sich jedoch auch größere und dichte Bestände entwickeln. Die Thallusspitze ist tief rinnig mit horizontal ausgebreiteten, deutlich abgesetzten Flügeln, die am Rand zahlreiche breit-dreieckige Zilien aufweisen. Im Querschnitt ist der Thallus beinahe so hoch wie breit. Bei Trockenheit sind die Thallusflügel aufwärts gebogen. Das Assimilationsgewebe der Flügel zeigt manchmal Andeutungen von Atemhöhlen. An der Thallusunterseite befinden sich große, halbkreisförmige, farblose Bauchschuppen, die am Thallusende hervorstehen. Knöllchenartig verdickte Thallusenden dienen der Überwinterung und der vegetativen Vermehrung. Die Geschlechterverteilung ist diözisch. Die Art fruchtet nur selten. Die Sporengröße ist etwa 100 bis 150 Mikrometer.

## Standortansprüche
Als typisches Steppenelement lebt die Art in sehr warmen, sonnigen, trockenen Lagen in lückigen, felsdurchsetzten Trockenrasen meist über Silikatgestein auf saurer bis basenhaltiger Erde, auf Humus und Gesteinsdetritus. Häufige Begleitmoose sind unter anderen besonders Mannia fragrans, Riccia sorocarpa oder Tortella squarrosa.

## Verbreitung
In Deutschland, Österreich und der Schweiz sind die Vorkommen selten und auf besonders warme Lagen beschränkt. In Österreich ist es das Pannonikum in Niederösterreich und im Burgenland, in Deutschland das Oberrheintal, Rheinland-Pfalz, Hessen und das mitteldeutsche Trockengebiet (Kyffhäuser, Harz), in der Schweiz hauptsächlich das Rhonetal.
In Mitteleuropa ist die nördliche Verbreitungsgrenze in Südschweden (Insel Öland und Gotland). Weitere Vorkommen gibt es in Westeuropa, Südeuropa; im Osten in Weißrussland, in der Ukraine und im Kaukasus. Weitere Gebiete sind Asien, Nordafrika und Makaronesien.
Aus Malta wurde 1913 eine eng verwandte Art unter dem Namen Riccia melitensis erstbeschrieben, die 2015 mit Riccia ciliifera synonymisiert wurde.